# Estação Ploshchad Alexandra Nevskogo–1
Ploshchad Alexandra Nevskogo (em russo:  Пло́щадь Алекса́ндра Не́вского) é uma das estações da linha Nevsko-Vasileostrovskaia (Linha 3) do metro de São Petersburgo, na Rússia. Estação «Ploshchad Alexandra Nevskogo» está localizada entre as estações «Ielisarovskaia» (ao sul) e «Maiakovskaia» (a oeste).